# Веселовка (Челябинская область)
Весело́вка — село в Златоустовском городском округе Челябинской области.

## География
Расположено в 35 км от Златоуста, на левом берегу реки Ай.

## История
На картах 1886 года называется Веселовкой, Веселовским. Село основано в 1864 году, название получило по фамилии первых поселенцев Веселовых. В это время Веселовку населяли мастеровые горнозаводские и сельские работники, выселившиеся из Златоустовского завода и получившие надел от горного управления. В XIX веке жители занимались заготовкой дров, выжигали из них древесный уголь и сплавляли к Златоустовскому заводу.

## Экономика
Находится подсобное хозяйство ПАО «Златоустовский машиностроительный завод».

## Население
| 2002 | 2010 |
| ---- | ---- |
| 304  | →304 |

## Учреждения культуры
В селе действует учреждение культуры — филиал ЦБС Златоустовского городского округа